# Polarímetre
Un polarímetre és un instrument de mesura emprat en la determinació de la rotació del pla de vibració de la llum polaritzada en travessar un medi òpticament actiu.

## Components

Esquema d'un polarímetre

1. Font de llum (S): focus de radiació monocromàtica, generalment una làmpada de vapor de sodi.
2. Polaritzador (P): dispositiu constituït per un prisma de Nicol o un polaroide, el qual transforma la llum ordinària en polaritzada, en un determinat pla.
3. Tub: tub que conté la mostra òpticament activa (SA) i situat en la direcció de propagació de la radiació. L'angle de rotació depèn de la longitud del tub, a més longitud major angle de rotació.
4. Analitzador (A): dispositiu anàleg al polaritzador, constituït generalment per un altre prisma de Nicol, el qual permet determinar l'angle que ha girat la llum després de sortir de la mostra.

## Funcionament
Quan el tub per a la mostra és buit, es transmet un màxim de llum a través de l'analitzador quan aquest és alineat amb el polaritzador. En col·locar en el tub una mostra òpticament activa, el pla de vibració de la llum polaritzada és desviat un cert angle (activitat òptica). Mitjançant el desplaçament angular del prisma analitzador hom pot determinar el punt de màxima il·luminació, el qual correspon al valor de l'angle de desviació que hom vol mesurar. Modernament hom disposa de polarímetres automàtics que donen directament el valor de l'angle de desviació.

## Història
Els primers polarímetres foren dissenyats en els anys quaranta del segle xix, gràcies a la utilització dels prismes ideats el 1828 per William Nicol (1768-1851). El desenvolupament comercial tingué lloc en Alemanya i França, degut a la seva utilització en l'anàlisi del sucre, que dugué a dissenyar un tipus especial de polarímetres anomenats sacarímetres.